# Johnny Marks
Johnny Marks (Mount Vernon (New York), 10 november 1909 – New York, 3 september 1985) was een Amerikaanse songwriter. Hij was zelf een Jood, en legde zich vooral toe op (profane) kerstliedjes. Hij is de auteur van een aantal klassiekers zoals "Rudolph the Red-Nosed Reindeer", "Rockin' Around the Christmas Tree", "I Heard the Bells on Christmas Day", "A Holly Jolly Christmas" en "Run Rudolph Run".
Hij studeerde aan de Colgate-universiteit en de Columbia-universiteit in New York en daarna ook nog in Parijs. Hij streed in het Amerikaanse leger in de Tweede Wereldoorlog en werd onderscheiden met een Bronzen Ster.
"Rudolph the Red-Nosed Reindeer" was geïnspireerd door het gelijknamige verhaal in versvorm van zijn schoonbroer Robert L. May. Het werd in 1949 voor het eerst op plaat uitgebracht door Gene Autry op Columbia Records. Het nummer is ondertussen onderdeel geworden van de popcultuur. Er zijn honderden versies van verschenen en meer dan honderd miljoen platen van verkocht; van de versie van Gene Autry alleen al meer dan 12 miljoen. Onder meer The Beatles en Lynyrd Skynyrd hebben het nummer gecoverd.
Andere populaire kerstliedjes van zijn hand zijn:
- "I Heard the Bells on Christmas Day"; dit is een adaptatie van de gelijknamige kerstmuziek van Henry Wadsworth Longfellow. Het nummer werd in 1956 voor het eerst opgenomen door Bing Crosby.
- "Rockin' Around the Christmas Tree" (1958) was een hit voor Brenda Lee.
- "A Holly Jolly Christmas" werd in 1963 op single uitgebracht door Burl Ives. Marks verwerkte het in de muziek voor de tv-special Rudolph the Red-Nosed Reindeer, met Burl Ives as gastheer, die jaarlijks opnieuw op de Amerikaanse TV uitgezonden wordt rond Kerstmis; het soundtrackalbum van de show is ook verschillende malen heruitgebracht.
- Van "The Night Before Christmas Song" (1952) en "When Santa Claus Gets Your Letter" (1952) werden ook meer dan een miljoen exemplaren verkocht[3].
- "Run Rudolph Run" (1958, geschreven met Mark Brodie) werd voor het eerst opgenomen door Chuck Berry voor Chess Records.

Johnny Marks richtte zijn eigen muziekuitgeverij, St. Nicholas Music, op in 1949. Van 1957 tot 1961 was hij directeur van de auteursrechtenvereniging ASCAP. In 1981 werd hij opgenomen in de Songwriters Hall of Fame.
Naast Kerstmuziek schreef Marks onder andere ook de muziek voor de tv-special Ballad of Smokey the Bear uit 1966, waaruit de song "Anyone Can Move A Mountain" samen met de titelsong op single werd uitgebracht door de Harry Simeone Chorale. Het nummer werd onder anderen ook gecoverd door Kate Smith en Anita Bryant.
- Bibsys: 1080982
- Biblioteca Nacional de España: XX845565
- Bibliothèque nationale de France: cb14795281c (data)
- Gemeinsame Normdatei: 123746299
- International Standard Name Identifier: 0000 0001 1478 5070
- Library of Congress Control Number: n99833934
- Nationale Bibliotheek van Letland: 000322757
- MusicBrainz: 0a82fd0c-18aa-4410-b12a-6cb0f1507cde
- Bibliotheek van het Japanse parlement: 001222523
- Nationale bibliotheek van Australië: 61016810
- Nationale en Universitaire bibliotheek Zagreb: 000047970
- Nederlandse Thesaurus van Auteursnamen: 074288636
- SNAC: w6xp9dt7
- Virtual International Authority File: 99993018
- WorldCat: E39PBJyGYCYBktpMB3tBfG4yVC